# Ascochyta equiseti
Ascochyta equiseti är en svampart som först beskrevs av Jean Baptiste Desmazières, och fick sitt nu gällande namn av Grove 1918. Ascochyta equiseti ingår i släktet Ascochyta, ordningen Pleosporales, klassen Dothideomycetes, divisionen sporsäcksvampar och riket svampar.   Inga underarter finns listade i Catalogue of Life.